# Antigua i Barbuda na Letnich Igrzyskach Olimpijskich 2008
Antiguę i Barbudę na Letnich Igrzyskach Olimpijskich 2008 reprezentowało 5 zawodników (4 mężczyzn i 1 kobieta) – 4 lekkoatletów i pływak.
Był to ósmy start reprezentacji Antigui i Barbudy w letnich igrzyskach olimpijskich.

## Reprezentanci

### Lekkoatletyka
Kobieta
- Sonia Williams – bieg na 100 m, odpadła w pierwszej rundzie (54. czas, 6. miejsce w biegu nr 5)

Mężczyźni
- Daniel Bailey – bieg na 100 m, odpadł w drugiej rundzie (20. czas, 4. miejsce w biegu nr 5)
- Brendan Christian – bieg na 200 m, odpadł w półfinale (9. czas)
- James Grayman – skok wzwyż, odpadł w rundzie kwalifikacyjnej (28. miejsce, 12. miejsce w grupie B)

### Pływanie
Mężczyzna
- Kareem Valentine – 50 m stylem dowolnym, odpadł w eliminacjach (96. czas, 5. miejsce w wyścigu nr 2)